# Port lotniczy Berlin-Tempelhof
Port lotniczy Berlin-Tempelhof (niem. Flughafen Tempelhof) – nieczynny port lotniczy w Berlinie, położony około 4 km od centrum, w dzielnicy Tempelhof-Schöneberg.
Lotnisko w dzielnicy Tempelhof zostało wyznaczone przez Ministerstwo Transportu 8 października 1923. Pierwszy terminal otwarto w 1927, w czasach hitlerowskich oczekiwano narastającego zwiększania ruchu pasażerskiego, w związku z czym podjęto szeroko zakrojoną rozbudowę w połowie lat 30. Lotnisko bywało wzmiankowane jako najstarszy pasażerski port cywilny na świecie, choć było to podważane przez inne porty lotnicze.

## Historia

### Okres zimnej wojny

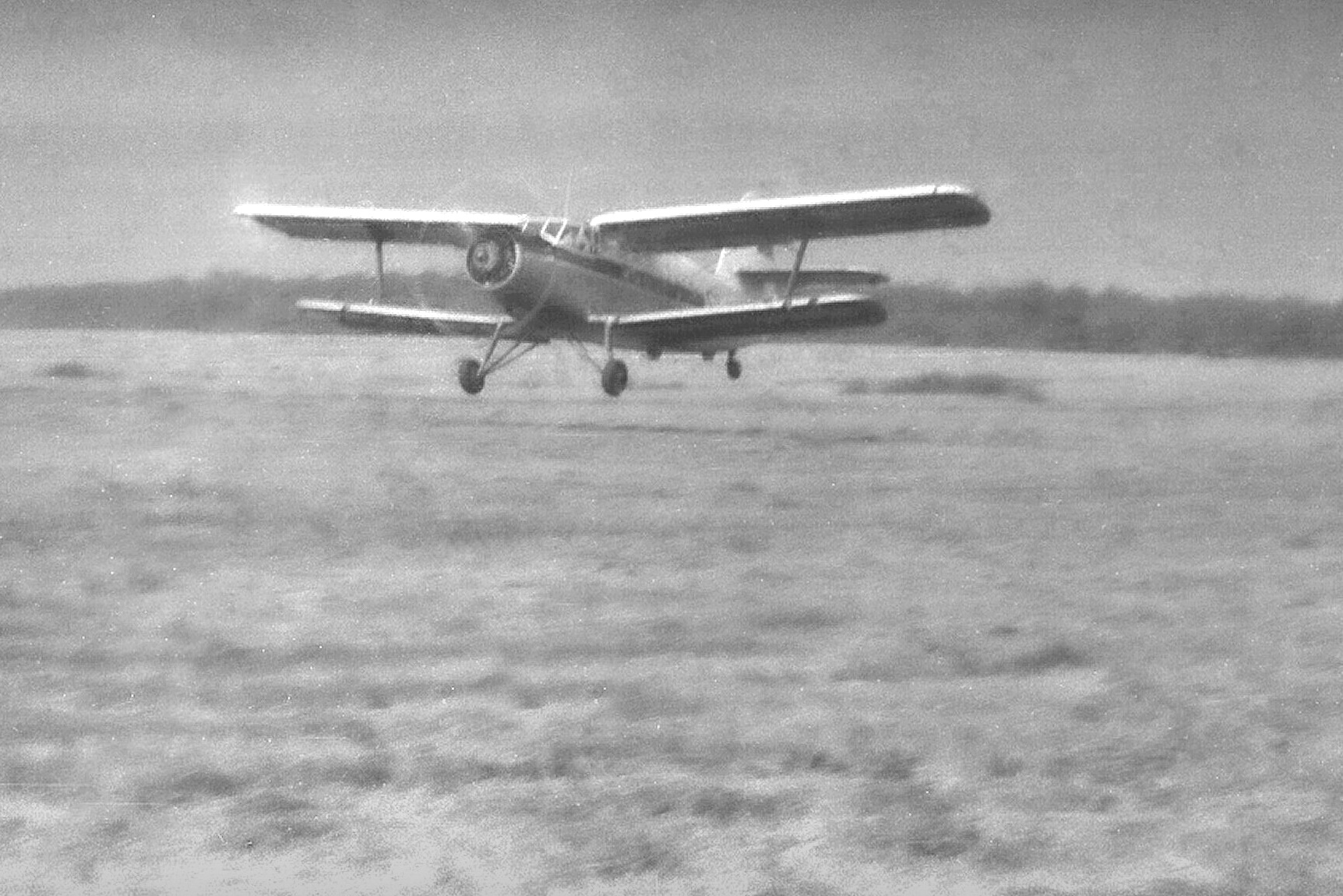
PZL An-2 (SP-ANK) z Aeroklubu Ziemi Lubuskiej, którego pilot 17 września 1983 r. uciekł z Polski, szczęśliwie lądując w Tempelhof

Ze względu na bliskość lotniska Tempelhof od granic Polski, w okresie zimnej wojny stało się ono najczęściej obieranym kierunkiem uprowadzonych samolotów oraz ucieczek z kraju drogą lotniczą.
W latach 80. XX w., w związku z falą uprowadzeń samolotów LOT-u do Berlina Zachodniego, popularnym żartem było rozwijanie nazwy polskiego narodowego przewoźnika, jako skrótu od Landing On Tempelhof (ang. lądowanie na lotnisku Tempelhof), Landet Oft in Tempelhof (niem. ląduje często na Tempelhof) lub Linie Okęcie-Tempelhof.
Piosenkę pod tytułem „Tempelhof” nawiązującą do porwań samolotów wykonywał Maciej Zembaty.

### XXI wiek
W 2005 obsłużył około 545,6 tys. pasażerów, ale już w 2007 tylko 350 tys. pasażerów. Złote dni lotniska przypadają na lata siedemdziesiąte, w 1973 roku pasażerów odprawiono aż 4,779 mln.
Ostatni lot z Tempelhof odbył się 30 października 2008 roku. O godzinie 20 wystartował stąd Dornier 328 należący do Cirrus Airlines z maksymalną liczbą trzydziestu pasażerów do City-Airport w Mannheim. Lotnisko było czynne do 30 października 2008 roku. Następnie zamieniono je na park miejski "Tempelhofer Park". Pasy startowe dostępne są dla rolkarzy, rowerzystów i biegaczy. Dla osób przychodzących na spacer z psem wyznaczono specjalną, odgrodzoną część trawnika. Przy wejściach uruchomiono punkty informacyjno-promocyjne. Budynek terminalu jest odgrodzony i niedostępny dla osób postronnych. Wraz z hangarami i pasami startowymi jest wykorzystywany do organizacji wystaw, targów i imprez okolicznościowych. W październiku 2015 r. część zabudowań portu lotniczego została zaadaptowana na ośrodek dla ok. 2200 uchodźców.

## Połączenia lotnicze (do 30.10.2008)
- Brussels Airlines (Bruksela)
- Cirrus Airlines (Mannheim, Saarbrücken)
- InterSky (Friedrichshafen, Graz)

## Wnętrze lotniska

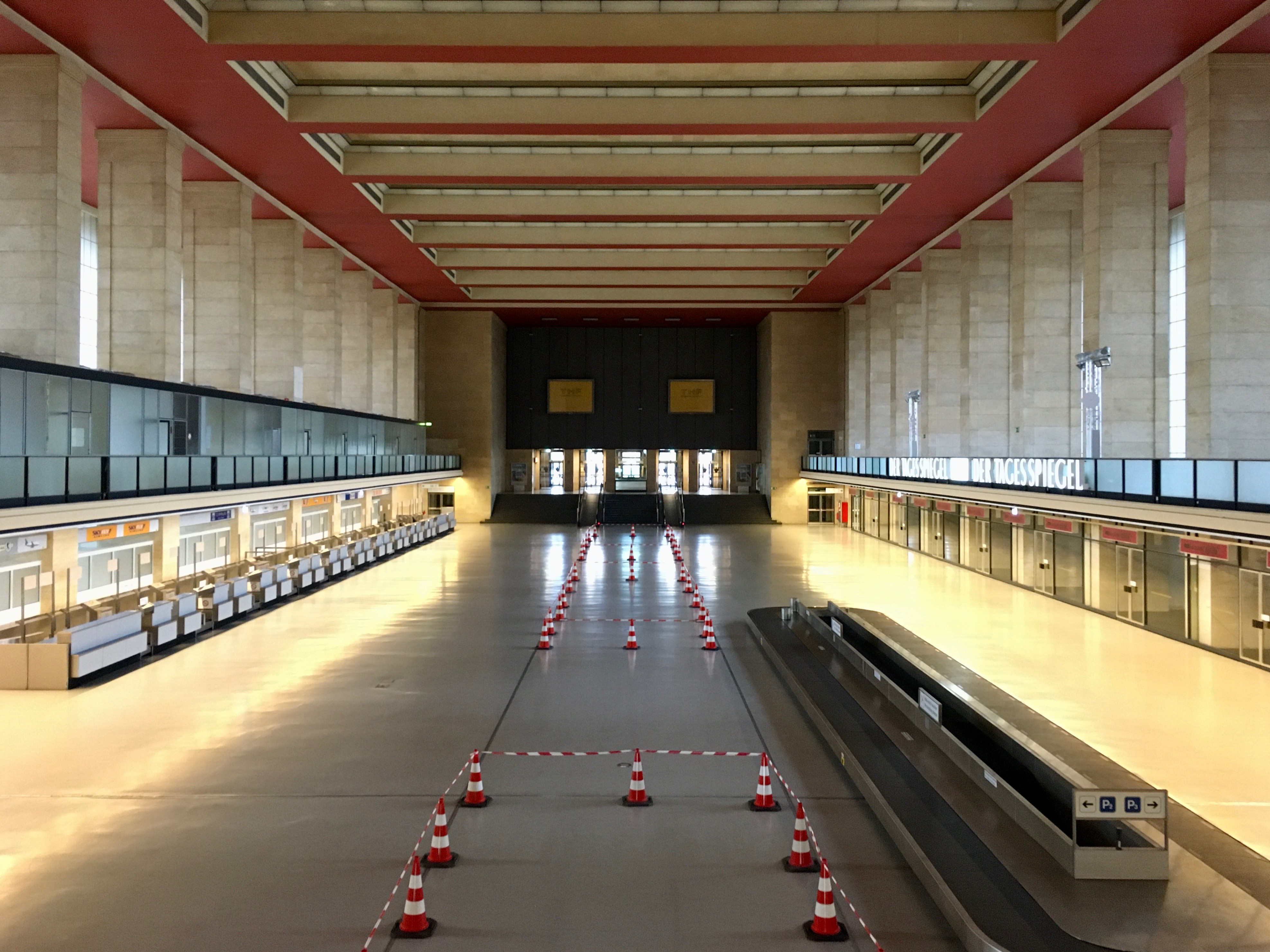
Sala odlotów i przylotów
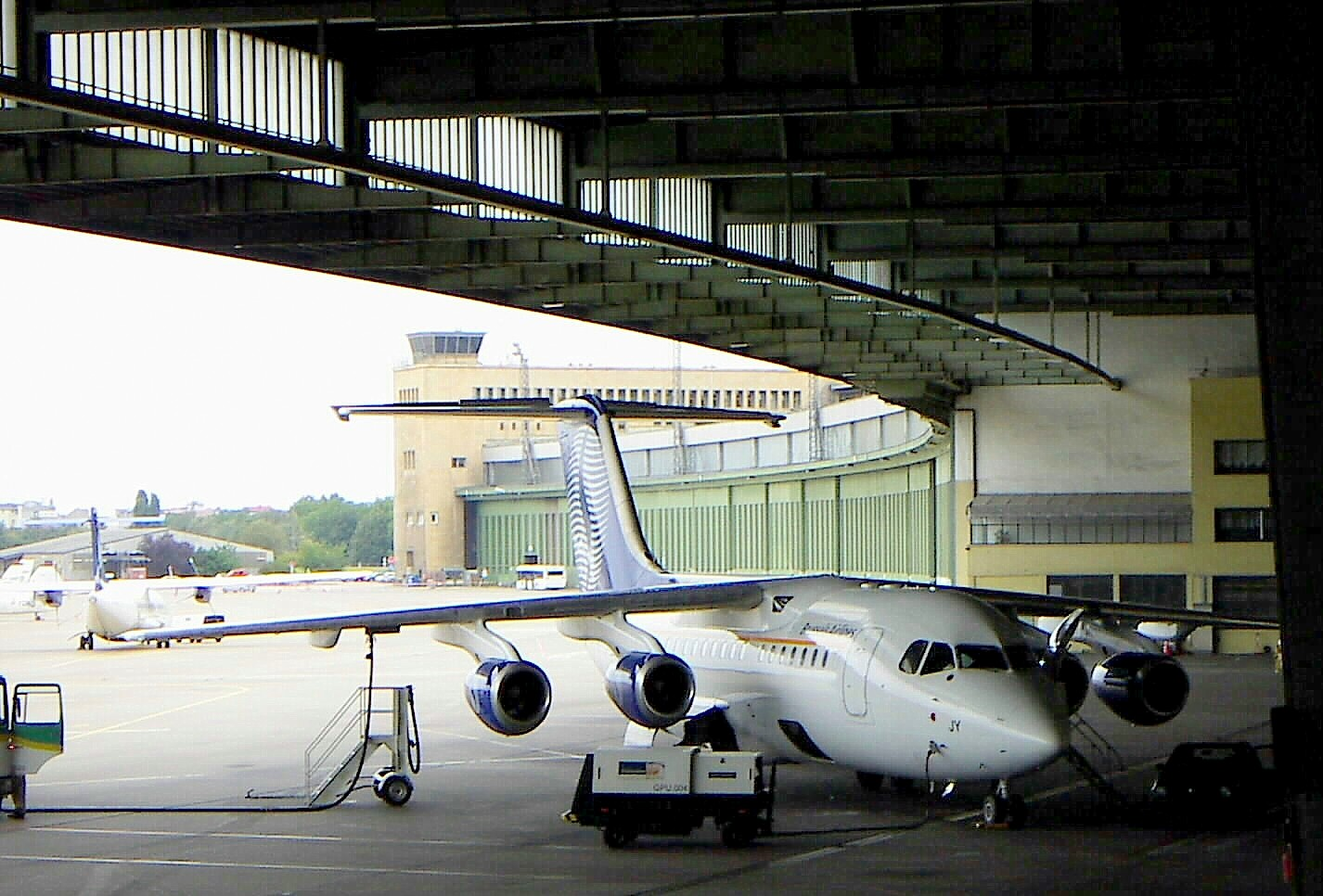
Samolot BAe 146, Brussels Airlines (2004)